# Гомулка, Тарас
Тара́с Гому́лка (англ. Taras Gomulka; род. 16 сентября 2001, Аделаида) — австралийский футболист, полузащитник клуба «Мельбурн Сити».

## Биография
В основном составе «Аделаида Юнайтед» Гомулка находился с 2020 года. Дебютировал за команду в чемпионате Австралии 19 июля в матче с «Брисбен Роар», в котором появился на поле в стартовом составе и был заменён на 72-й минуте, уступив место Джорджу Блэквуду.